# 吉列公司
吉列（英語：Gillette）是一個刮鬍刀品牌，是寶潔公司（P&G）旗下的一個營業單位，前身為吉列公司（The Gillette Company），1901年由金·坎普·吉列創立，總部位於在美國麻薩諸塞州波士頓。

## 歷史

吉列公司标志

在合併前，吉列公司已經逐漸發展成一個全球公司，旗下曾有百靈和歐樂B等品牌。2005年9月30日吉列公司正式在紐約證券交易所下市。2005年10月1日，寶潔正式購併吉列公司，斥資570億美元，是寶潔歷史上最大的收購舉動。合併後，吉列公司不復存在。
2007年7月，全球吉列解散，被併購到寶潔公司的兩個子公司Procter & Gamble Beauty和Procter & Gamble Household Care，原本吉列的品牌和產品也被分屬於兩子公司。

## 外部連結
- Gillette
- Gillette的Facebook專頁
- Gillette的X（前Twitter）
- YouTube上的Gillette頻道
- 吉列台灣 （页面存档备份，存于）
- Gillette 吉列台灣的Facebook專頁